# Saguim-cabeça-de-algodão
Saguinus oedipus é um macaco do Novo Mundo, da família Cebidae e subfamília Callitrichinae, vulgarmente conhecido como saguim-cabeça-de-algodão. Pesa menos de 500 g. É um dos menores primatas conhecidos, e é facilmente reconhecido por uma longa crista de pelos brancos no topo da cabeça que se estende até os ombros. A espécie é encontrada em florestas tropicais do noroeste da Colômbia. Possui hábitos arborícolas e diurnos. Sua dieta inclui insetos e exsudatos de plantas e é um importante dispersor de sementes.
Como outros saguis, apresenta uma ampla variedade de comportamentos sociais. Particularmente, grupos formam uma clara hierarquia de dominância onde somente um casal dominante se reproduz. As fêmeas geralmente dão à luz a gêmeos e produzem feromônios que inibem a reprodução de outras fêmeas. Esses saguis foram exaustivamente estudados devido ao seu alto grau de cuidado parental compartilhado, assim como de comportamento altruístas e rancorosos. A comunicação é sofisticada e mostra evidência de estruturas gramaticais.
Estima-se que mais de 40 000 indivíduos da espécie foram capturados e exportados para pesquisa médica antes da CITES, em 1976, dar proteção total e banir o comércio internacional da espécie. Atualmente, a maior ameaça à espécie é a destruição de habitat, a floresta de terras baixas do noroeste da Colômbia, que foi reduzida a menos de 5% de sua cobertura original. É classificado como "criticamente em perigo" pela IUCN, e é um dos mais raros primatas do mundo, com apenas 6000 indivíduos em liberdade.

## Etimologia
Saguinus oedipus possui nomes comuns em inglês, como "cotton-top tamarin", "cotton-headed tamarin", ou "Pinché tamarin" que podem ser traduzidos literalmente como "sagui-cabeça-de-algodão". Esses nomes derivam do tufo de pelos brancos que se estende do topo da cabeça até o pescoço. Em espanhol, Saguinus oedipus é comumente chamado de "bichichi", "tití pielroja", "tití blanco", "tití cabeza blanca", ou "tití leoncito". Em francês, é conhecido por "tamarin à perruque", "tamarin d'oedipe", ou "tamarin pinché".

## Taxonomia e filogenia
A espécie foi descrita primeiramente por Linnaeus em 1758. Em 1977, Philip Hershkovitz realizou uma análise taxonômica da espécie baseada em padrões de coloração, morfologia mandibular e cranial e tamanho das orelhas. Ele classificou Saguinus geoffroyi como uma subespécie de Saguinus oedipus. Análises subsequentes por Hernández-Camacho e Cooper (1976), Mittermeier e Coimbra-Filho (1981), e posteriormente, Groves (2001) consideraram oedipus e geoffroyi como duas espécies separadas.
Alguns pesquisadores, tais como Thorington (1976), posicionaram S. oedipus como mais relacionado a Saguinus leucopus, e não a Saguinus geoffroyi. Esta hipótese é corroborada pela análise de Hanihara e Natoria da morfologia do pente dental (1987) e por Skinner (1991), que encontraram similaridades entre S. oedipus e S. leucopus em 16 dos 17 caracteres morfológicos analisados.
Tem sido proposto que esta espécie de sagui tenha divergido de outras espécies da Bacia Amazônica, como S. leucopus. Isto é corroborado por considerações morfológicas relacionadas à transição de formas jovens para adultas, quando a coloração da pelagem muda consideravelmente e são similares entre as duas espécies. Hershkovitz propôs a separação das duas espécies no Pleistoceno na região do rio Atrato. Nessa época, a área foi coberta pelo mar, que criou uma barreira geográfica separando duas populações e propiciando uma especiação alopátrica. Atualmente, as duas espécies são separadas principalmente pelo rio Atrato.

## Descrição
Saguinus oedipus é uma espécie de sagui e pesa cerca de 432 g em média. O comprimento do corpo está entre 20,8 e 25,9 cm, excluindo a cauda, que não é preênsil, e tem entre 33 e 41 cm de comprimento. A espécie não é sexualmente dimórfica, e machos e fêmeas são similares em tamanho e peso. Como outros membros da subfamília Callitrichinae, a espécie tem garras modificadas em todos os dígitos exceto os polegares, que possuem unhas chatas, comum aos outros primatas.

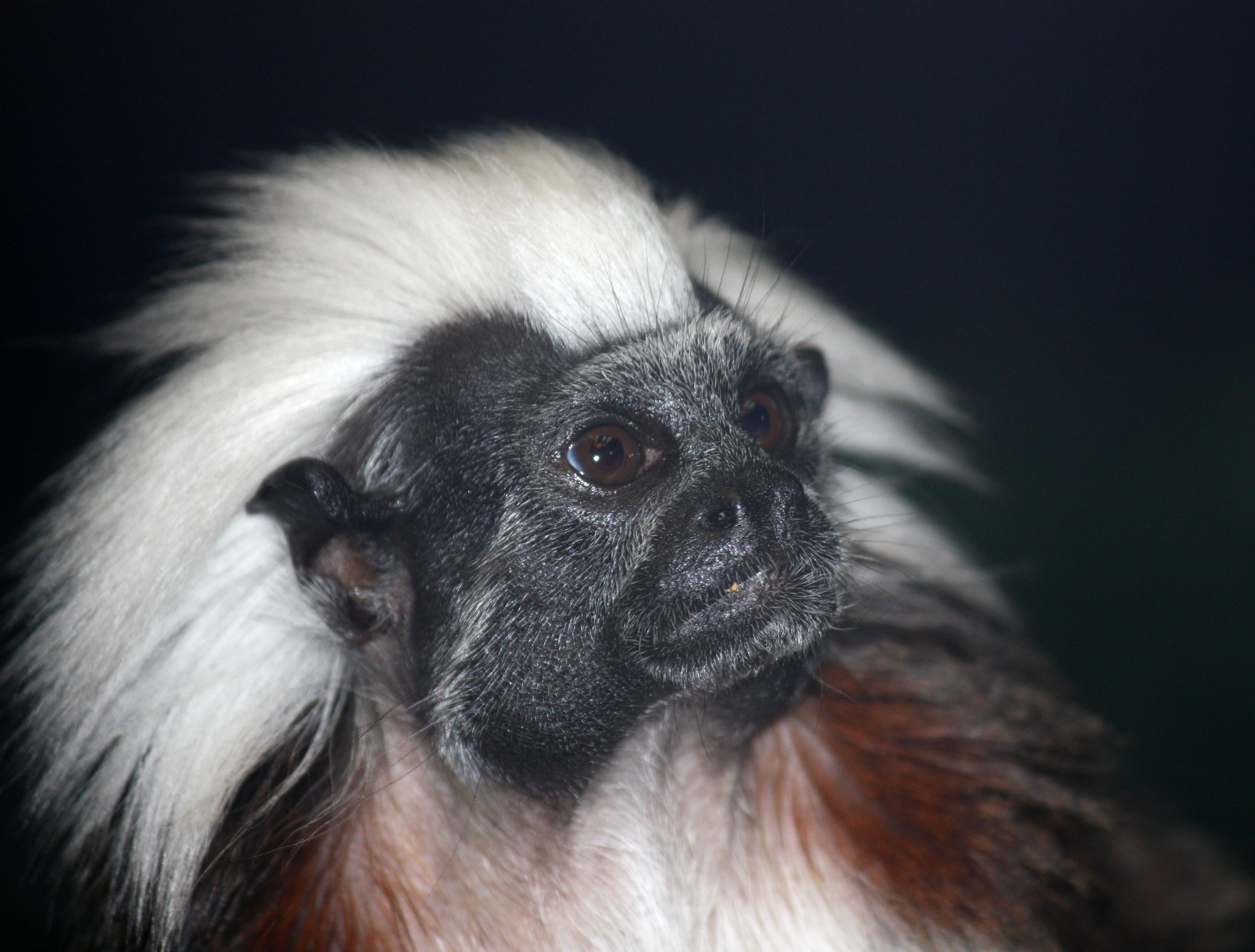
O tufo de pelos na cabeça e pescoço é característico da espécie.

A espécie possui uma longa crista na região sagital da cabeça, formada por pelos brancos, da testa até a nuca, e se espalhando pelos ombros. A pele da face é preta com bandas cinza ou branca localizadas acima dos olhos. Essas bandas continuam na borda da face até a mandíbula. Saguis do gênero Saguinus são divididos em três grupos baseados pelas caracteristicas faciais: "face-peluda", "face-mosqueada" e "face-nua". S. oedipus possui finos pelos brancos cobrindo a face, mas eles são tão finos que a face parece desprovida deles, por isso, é considerado um sagui de "face-nua". Seus caninos inferiores são mais longos que os incisivos, criando a aparência de presas. Como os outros saguis, S. oedipus possui dois molares em cada lado da mandíbula, e não três, como os outros macacos do Novo Mundo.
Todo o corpo é coberto por pelos, exceto as palmas das mãos e dos pés, as pálpebras, as bordas das narinas, os mamilos, o ânus, e o pênis. O dorso é marrom, e as partes inferiores, braços e pernas são amarelo-esbranquiçado. As nádegas e parte interna das coxas e superior da cauda são vermelhas-alaranjadas. A pelagem é distribuída com a densidade variando ao longo do corpo: a região genital, axilas e a base da cauda possuem menos pelos, enquanto que as regiões mais frontais possuem mais pelos. Muitos possuem listras ou espirais de pelos de coloração atraente no pescoço. S. oedipus também possui "vibrissas" na testa e ao redor da boca.

## Distribuição geográfica e habitat

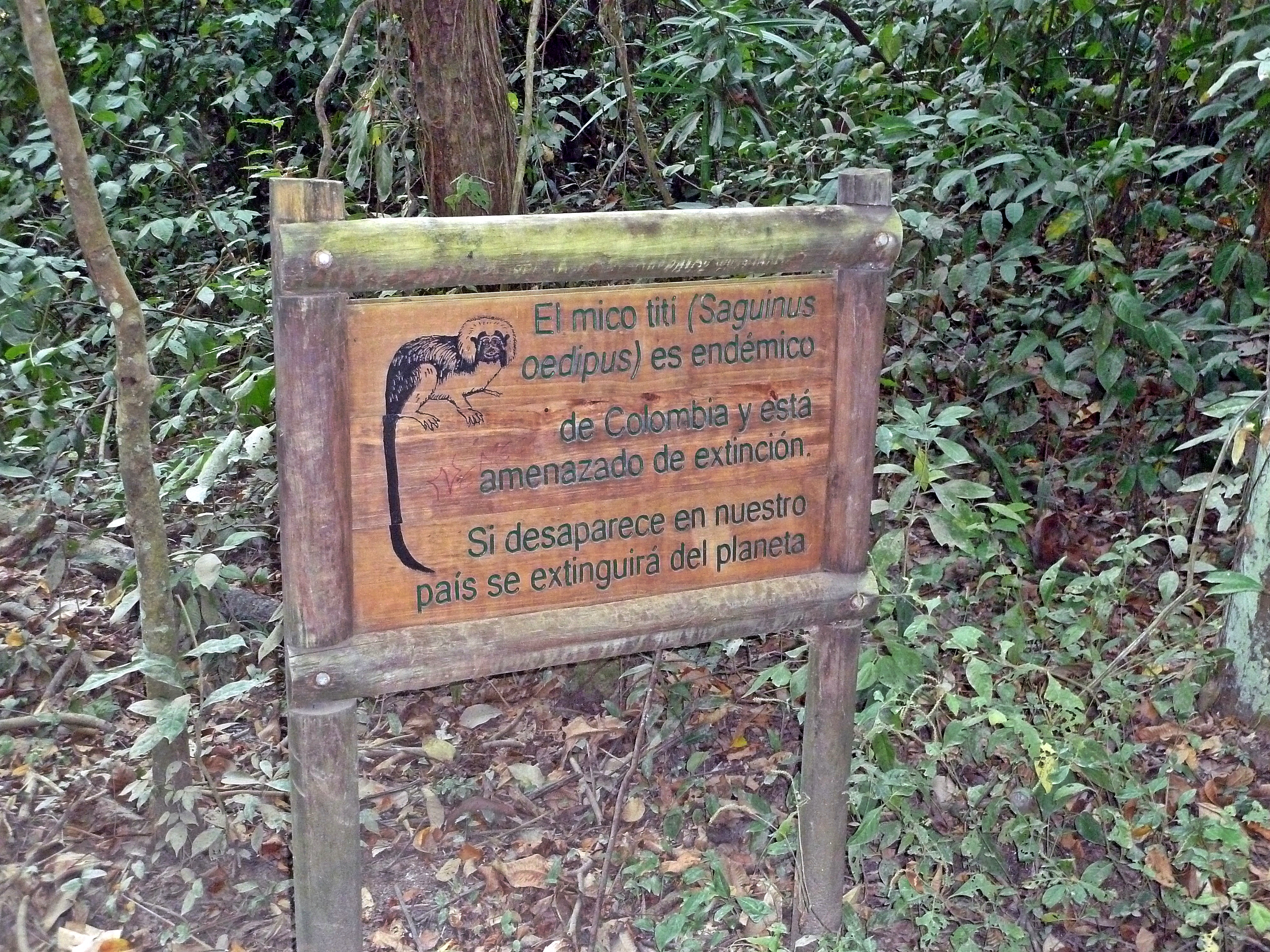
Uma placa no Parque Nacional Natural Tayrona no norte da Colômbia pontuando que este é um dos últimos locais em que ocorre essa espécie ameaçada.

Saguinus oedipus é restrito a uma pequena área no noroeste da Colômbia, limitada pelos rios Cauca e Magdalena ao sul, pelo oceano Atlântico ao norte, e o rio Atrato a oeste. Historicamente, toda essa área era habitável a essa espécie de sagui, mas, devido à perda de habitat, sobrevive apenas em pequenos fragmentos e reservas. Uma das mais importantes áreas para S. oedipus é o Parque Nacional Paramillo, que coniste em cerca de 460 000 hectares de floresta.
Pode ser encontrado na floresta primária e na secundária, desde florestas úmidas ao sul até florestas secas ao norte. Raramente é encontrado em altitudes maiores que 400 m, mas pode ocorrer de ser encontrado a mais de 1500 m. Prefere estratos mais baixos das florestas, e pode ser encontrado forrageando no solo, e em qualquer lugar entre o sub-bosque e o dossel florestal. Pode se adaptar a fragmentos florestais e sobreviver em áreas relativamente perturbadas pelo homem. Ocorre em áreas de florestas deciduais, em que a estação seca é entre dezembro e abril, e a estação chuvosa entre agosto e novembro, podendo, eventualmente, inundar o solo da floresta. A precipitação nesses locais varia entre 500 e 1300mm anuais.

## Ecologia
A dieta é composta principalmente por frutos (40%) e itens de origem animal (40%). Isso inclui insetos, exsudatos como goma e seiva, néctar e ocasionalmente pequenos répteis e anfíbios. Devido ao pequeno tamanho e alto metabolismo, a dieta deve ser de boa qualidade e altamente energética. Insetivoria é comum, e esses saguis caçam insetos com vários métodos, como ataques, perseguições, e exploração de buracos e folhas.
Saguis são dispersores de sementes em ecossistemas tropicais. Enquanto primatas maiores ingerem sementes maiores, saguis ingerem as de menor tamanho. As sementes expelidas possuem maiores taxas de germinação do que aquelas que não foram ingeridas. Acredita-se que sementes maiores ingeridas ajudam a desalojar e expelir parasitas intestinais.
Saguinus oedipus é diurno e dorme em grupos sociais em meio à folhagem. O grupo deixa o sítio de dormida junto uma hora após o fim da madrugada e passa o dia forrageando, descansando, deslocando e se catando. A espécie inicia suas atividades tarde e aumenta a velocidade das atividades à medida que o sol vai se pondo, a fim de evitar o encontro com predadores crepusculares ou noturnos. Seus principais predadores são aves de rapina, mustelídeos, felídeos e cobras. Saguinus oedipus é extremamente vigilante, sempre atento a potenciais predadores. Quando o grupo está descansando, um indivíduo move-se para fora do grupo, e o alerta, caso aviste um predador.
S. oedipus pode viver até 24 anos em cativeiro, mas em estado selvagem, a média é de cerca de 13 anos.

## Organização social
S. oedipus é um primata altamente social que tipicamente vive em grupos entre dois e nove indivíduos, mas podem existir grupos com até 13 indivíduos. Esses pequenos grupos familiares tendem a variar em tamanho e composição de indivíduos e existe uma clara hierarquia de dominância. Como centro do grupo, existe um casal reprodutor. O macho e a fêmea desse casal são tipicamente monogâmicos e, juntos, são os dominantes do grupo.
O casal dominante é o único que se reproduz dentro do grupo, e a fêmea geralmente é dominante sobre o macho. Enquanto os grupos não reprodutores são principalmente filhos do casal dominante, imigrantes adultos podem viver e cooperar dentro desses bandos. Esta organização em S. oedipus deve surgir devido à pressão de predadores. S. oedipus exibem comportamento pró-social, que beneficia outros membros do grupo, e são bem conhecidos por se engajaram em cuidado parental compartilhado onde subordinados do grupo ajudam no cuidado da prole dos dominantes. A fêmea dominante geralmente dá à luz a gêmeos não idênticos, o que pode ser muito dispendioso para que um único casal cuide.
Para evitar que fêmeas mais jovens e subordinas também se reproduzam, a fêmea dominante produz feromônios. Isto suprime o comportamento sexual e atrasa a puberdade. Machos imigrantes que se juntam ao grupo podem livrar as fêmeas dessa supressão: isto acaba resultando em mais de um fêmea reprodutora por grupo, mas somente uma das fêmeas tem continuidade na gravidez.

### Cooperação

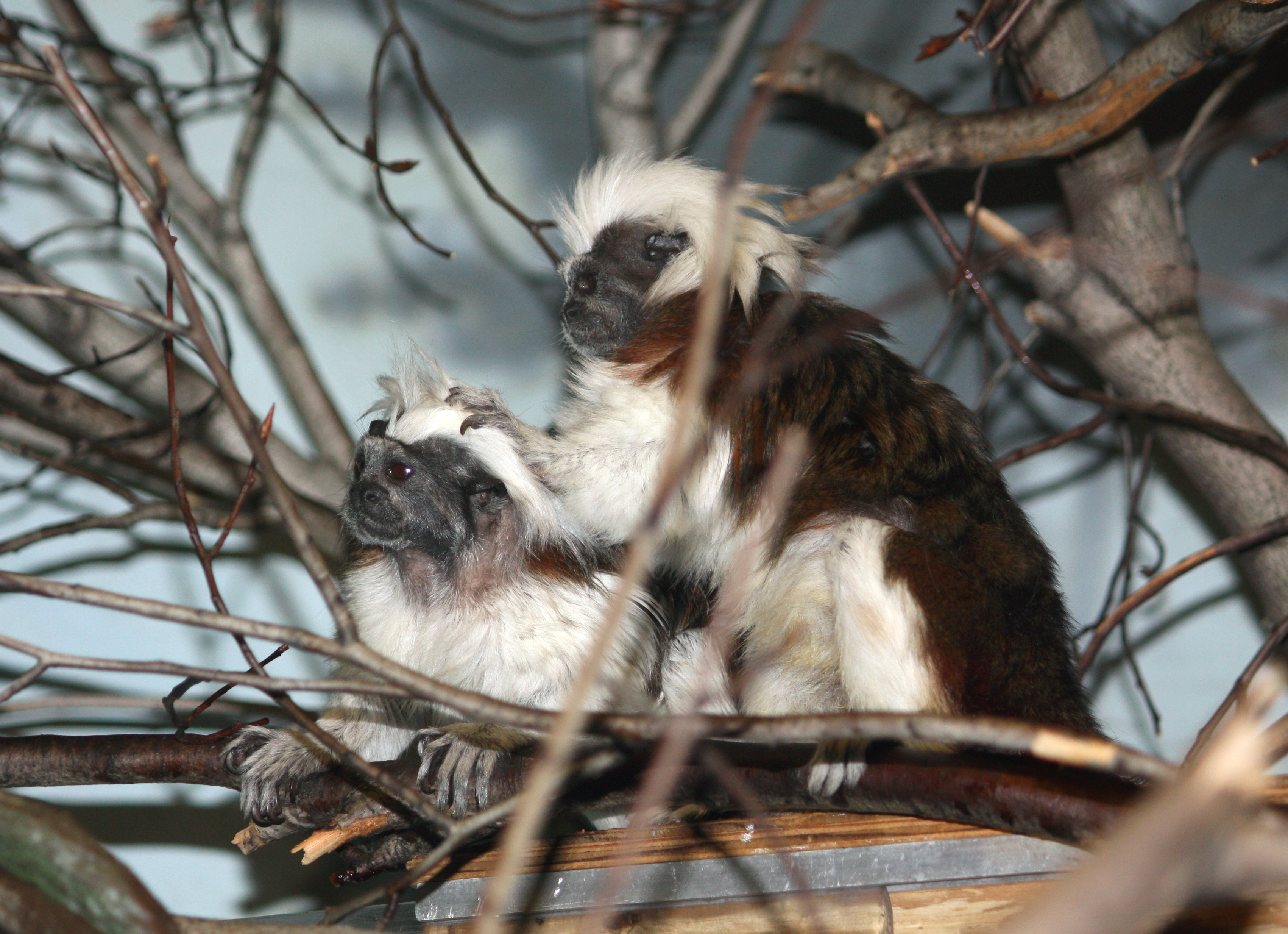
Um macho catando parasitas de uma fêmea como parte de um ritual de cooperação.

No cuidado parental compartilhado, o esforço dispendido em cuidar da prole do casal dominante é compartilhado por todos os membros do grupo. Os pais, irmãos, e adultos imigrantes irão compartilhar os deveres dos cuidados parentais. Esses deveres incluem carregar, proteger, alimentar, confortar e mesmo brincar com os filhotes. Saguinus oedipus possui um alto investimento parental durante o cuidado com os infantes. Machos são particularmente paternais e demonstram maior envolvimento em cuidar dos filhotes do que as fêmeas. Apesar disso, tanto infantes machos como fêmeas preferem a proximidade com a mãe, e não com o pai. Pensa-se que os machos investem cuidados adicionais com os filhotes como de  forma de cortejo sexual a fim de se conseguir favores da fêmea dominante. Entretanto, evidências indicam que o tempo gasto carregando filhotes não se correlaciona com a frequência de cópulas.
Já que apenas uma fêmea se reproduz no grupo, grande investimento parental assegura a sobrevivência de sua prole até a independência.  De acordo, S. oedipus possui altos custos na reprodução. Os ajudantes machos, especialmente os pais, dispendiam grande custo energético para cuidar dos juvenis do grupo. Isto pode fazer com que eles percam entre 10 e 11% do peso corporal. A grande perda de peso pode ser decorrente da menor ingesta de alimentos por conta de uma redução nas habilidade de forrageamento enquanto carrega os filhotes. Isso contrasta com o período periovulatório da fêmea dominante, em que ela ganha peso, após aumentar sua ingesta de alimento ao renunciar em ter que carregar os filhotes.

## Conservação
A população em liberdade é estimada em cerca de 6000 indivíduos, com 2000 adultos. A espécie é considerada como "criticamente em perigo" e já foi listada entre os 25 primatas mais ameaçados do mundo entre 2008 e 2012. A publicação lista os mais ameaçados primatas do mundo, e é atualizada a cada dois anos pela IUCN Species Survival Commission (IUCN/SSC PSG). Saguinus oedipus não esteve na última lista.

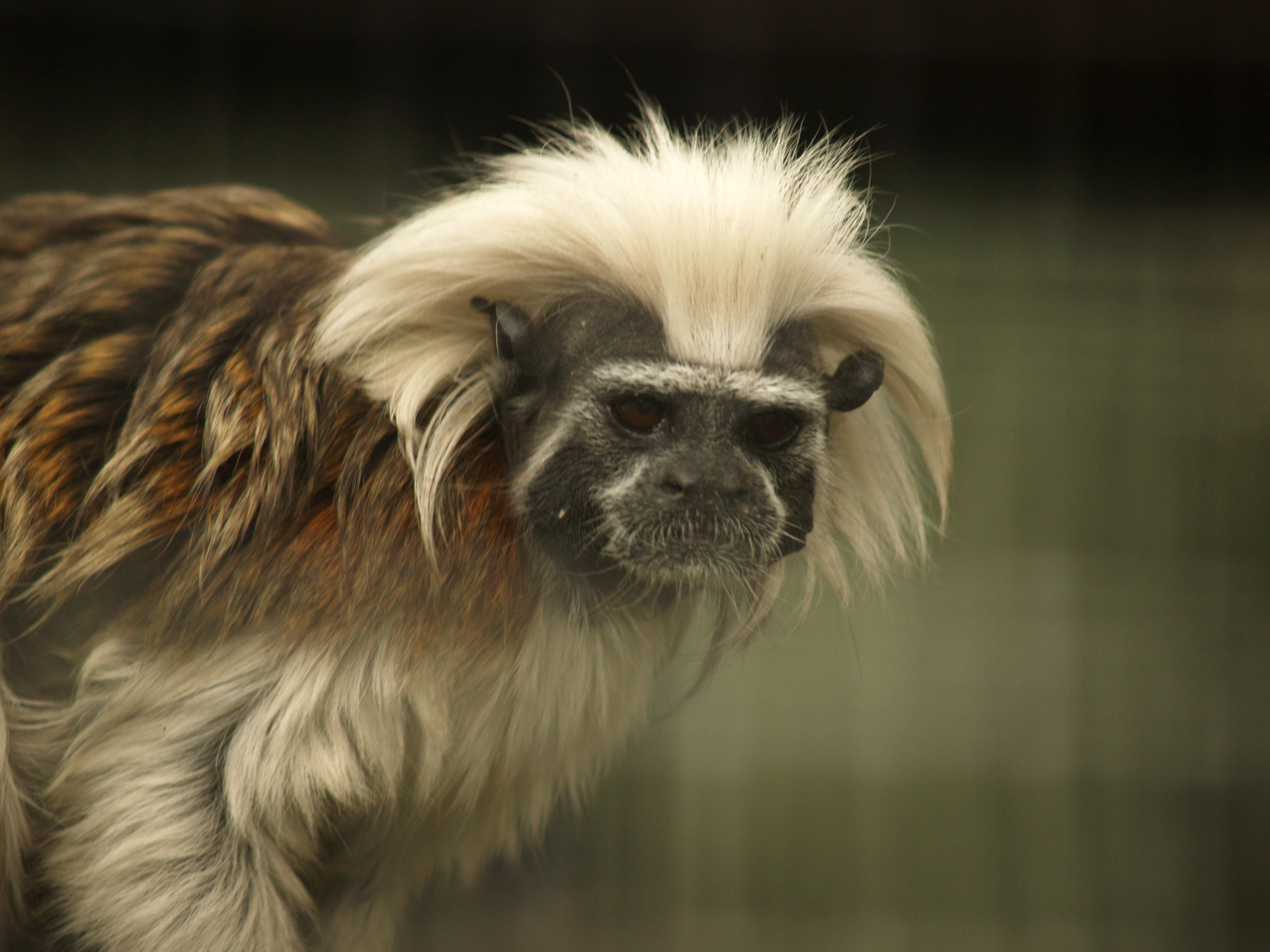
A espécie é considerada como "criticamente em perigo", com uma população de cerca de 6000 indivíduos.

A destruição do habitat através do desmatamento é a principal causa desse colapso, e S. oedipus perdeu mais de 75% de seu habitat para a desflorestação, enquanto que as florestas de terras baixas foram reduzidas a menos de 5% de sua cobertura original. Isto se deve à produção em larga escala de gado e agricultura, indústria madeireira, plantações de dendezeiros e projetos de hidrelétricas que fragmentam o habitat natural dessa espécie de sagui.
O comércio ilegal de animais silvestres como animal de estimação e para pesquisa científica também são fatores na extinção da espécie, segundo a IUCN/SSC PSG. Enquanto estudos biomédicos recentes limitaram seu uso, a captura como animal de estimação ainda é uma grande ameaça. Antes de 1976, quando a CITES listou a espécie no Apêndice I, banindo todo o comércio internacional, S. oedipus era expotado para a pesquisa biomédica. Mais de 40000 indivíduos foram capturados e exportados para pesquisa do vírus Epstein-Barr, colite, e câncer colorretal. A espécie é agora protegida pela lei internacional e, embora sejam numerosos em cativeiro, ainda estão em estado crítico em liberdade.
O Proyecto Tití foi inciado em 1985 para providenciar informação e suporte na conservação de S. oedipus e seu habitat, no norte da Colômbia. Os programas do Proyecto Tití combinam pesquisa de campo, educação ambiental e programas comunitários para aumentar a consciência em relação à preservação da espécie e encorajar a participação do público nisso. A Wildlife Conservation Network é um parceiro na consevação dessa espécie de sagui.